# Sarmin
Sarmin (àrab: سرمين, Sarmīn) és una ciutat de Síria, que pertany administrativament a la província d'Idlib, situada al nord-oest del país. Segons el cens del 2004, tenia 14.530 habitants. És l'única localitat que conforma la comarca (nàhiya) de Sarmin. Els seus habitants són majoritàriament sunnís.

## Localització
Sarmin està a 15 km al sud-oest de la capital de la província, Idlib. Situada a uns 390 metres sobre el nivell del mar. Les ciutats de la rodalia són: Binnish al nord, Talhiyah al nord-est, Iffis a l'est, Saraqib al sud-est, al-Nayrab al sud i Qmenas al sud-oest. A 9km al nord-est hi ha la base militar de Taftanaz.

## Història

### Època medieval
Sarmin fou l'escenari d'una dura confrontació militar entre els croats i els seljúcides, el 1115. Al segle xiii era próspera, encara que petita, i els seus habitants eren ismaïlís, segons la descripcio de Yaqut al-Hamawí. El governant aiúbida de Hama, Abu-l-Fidà escriví sobre Sarmin dient que era una vila extensa i amb moltes terres fèrtils. Hi havia una gran mesquita i no estava emmurallada. El 1355 Sarmín fou visitada per Ibn Battuta, el qual esmentà la seva abundància d'arbres, la majoria oliveres. Una activitat molt estesa era la fabricació de sabó, el qual exportaven a Damasc i a El Caire, la varietat de sabó que hi feien eren pastilles perfumades de color roig i groc. També elaboraven teixits de cotó. Ibn Battuta diu que tenien una bella mesquita amb nou cúpules.

### Guerra civil
Sarmin fou bombardejada durant la revolució siriana, i una de les mesquites en resultà seriosament afectada. El 12 d'agost del 2017, unes persones sense identifiar mataren a set cascos blancs (Defensa Civil Siriana) que tenien en aquesta ciutat el seu quarter.